# 佐藤菊夫
佐藤 菊夫（さとう きくお、1929年 11月4日- ）は、日本の指揮者。東京管弦楽団音楽監督。東京合奏団主宰･音楽監督。世田谷区民吹奏楽団音楽監督。
国立音楽大学卒業。ウィーン国立音楽大学修了。秋田県秋田市土崎港の生まれ。妻は西川清子（チェンバロ奏者）。

## 人物
1954年、国立音楽大学卒業。1956年、ウィーン国立音楽大学（オーストリア）に留学し、1960年、同大学の指揮・作曲科を修了
。なお、妻の西川清子（挙式は1957年5月）も一緒に留学していた。ウィーン・アカデミー管弦楽団、ウィーン古典合奏団に入団して活動。
その一方、ウィーン少年合唱団の日本招へいなど、オーストリアと日本の音楽交流で尽力。
1961年の日本帰国後、1962年から指揮者として東京交響楽団などを担当。また、「東京合奏団」、「東京管弦楽団」を設立。
1989年、秋田県県民栄誉章受章。
2011年2月、妻とともに、オーストリア政府から「科学・芸術栄誉十字章第一等級」の勲章を受ける。